# Bláskógabyggð
Bláskógabyggð è un comune islandese della regione di Suðurland.
Al suo interno si trova la località di Skálholt, che ha ricoperto per secoli nel Medioevo un ruolo essenziale nella vita islandese, soprattutto dal punto di vista religioso, essendo una sede episcopale.

## Galleria d'immagini

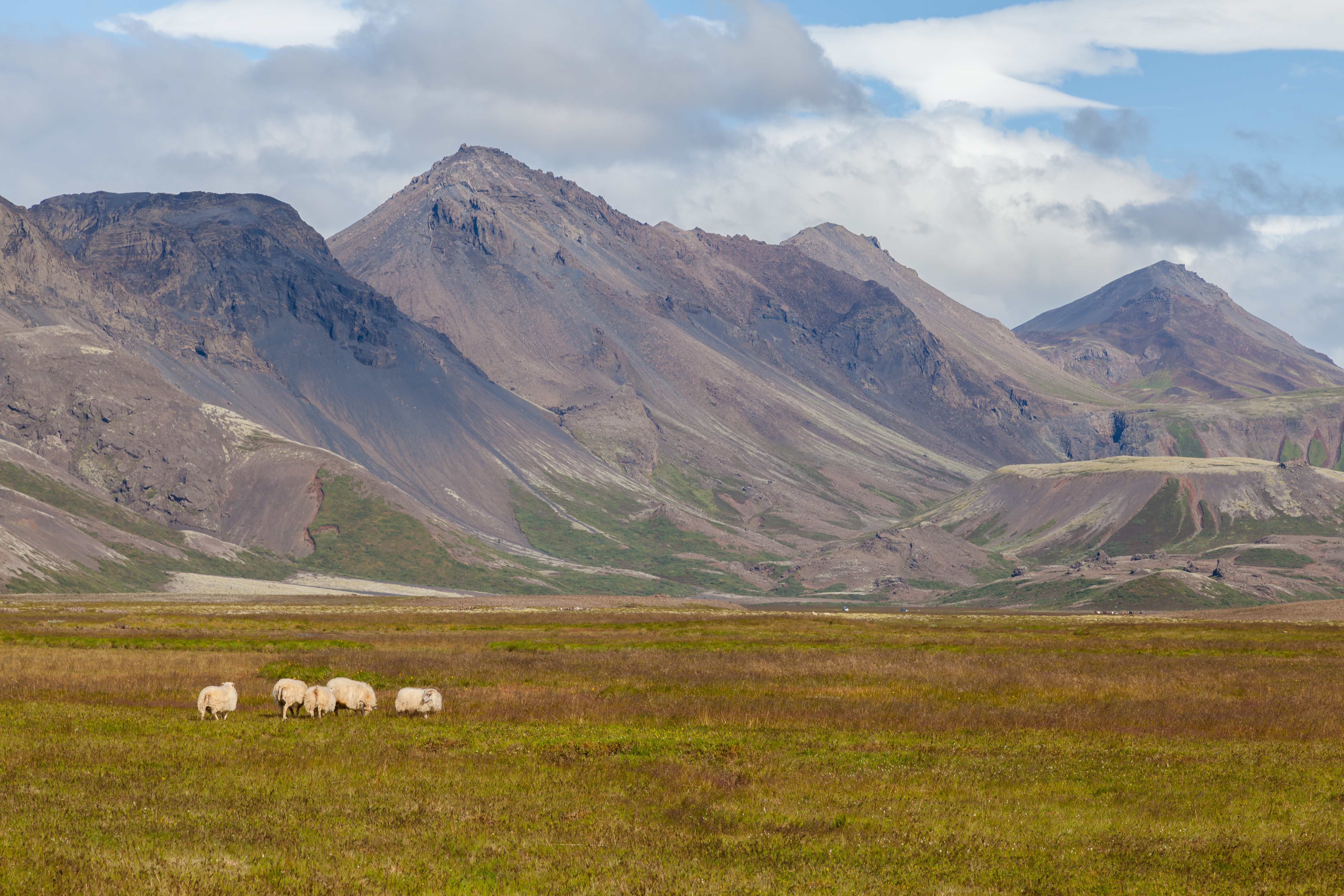
Paesaggio vicino Laugarvatn.
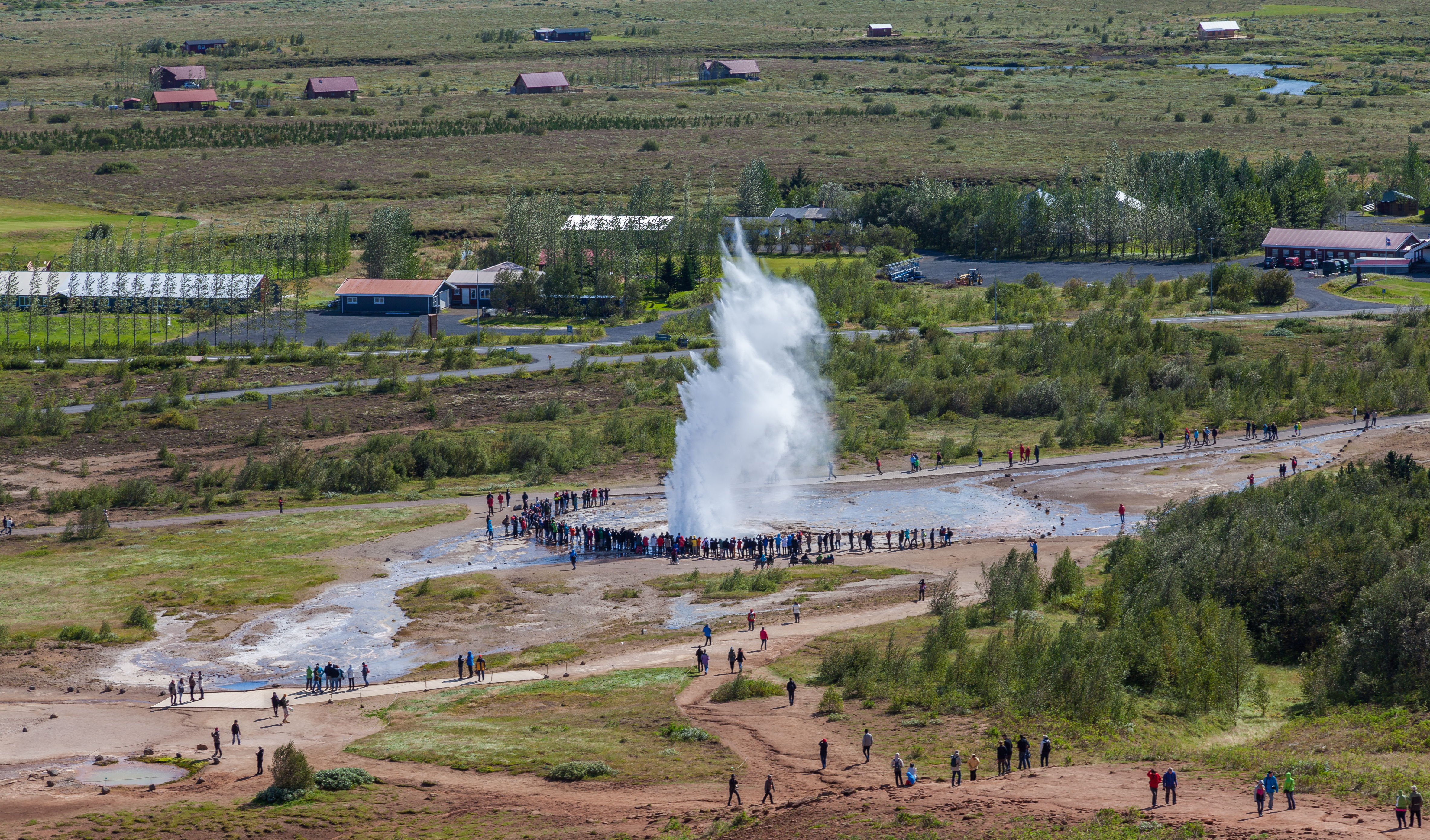
Geyser Strokkur.
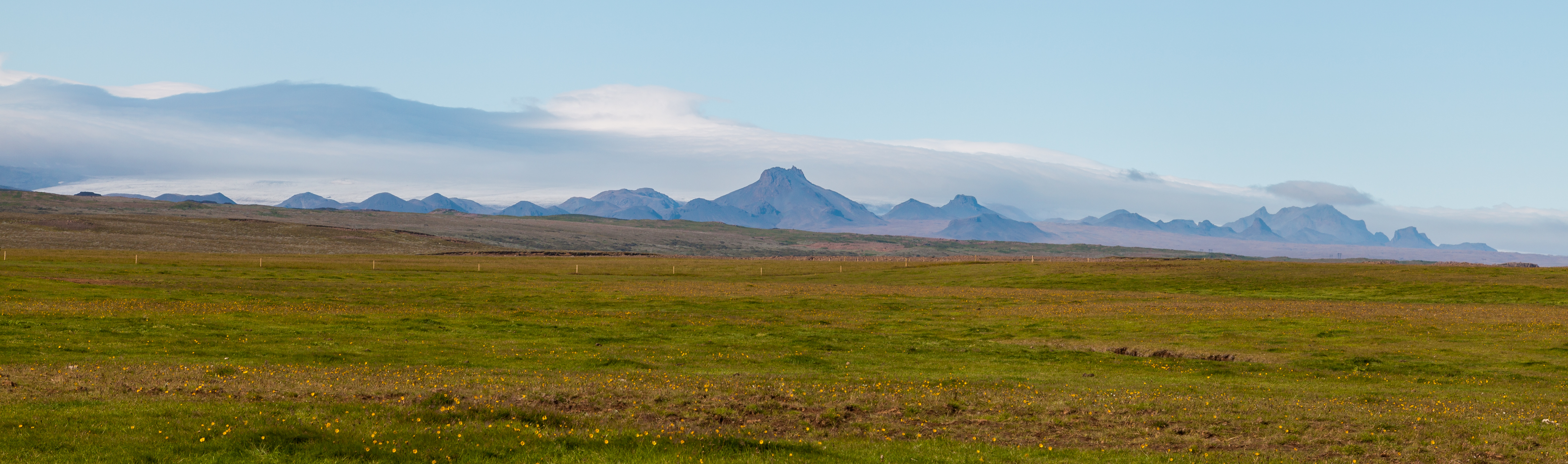
Tindfjallajökull.